# Giuseppe Manfredi (politico 1926)
Giuseppe Manfredi (Fossano, 16 giugno 1926 – 28 febbraio 2005) è stato un politico italiano.

## Biografia
Laureatosi in lettere, fu insegnante di liceo. Iscrittosi al Pci, fu eletto alla Camera dei Deputati per la prima volta nel 1976, ed è componente della I Commissione Affari Costituzionali. Viene poi rieletto in Parlamento nel 1979, restando in carica fino al 1983.
Dal 1995 al 2004 è sindaco di Fossano per una coalizione di centrosinistra.

## Opere
- Angoscia e solitudine nel romanzo italiano contemporaneo, Editrice Esperienze, Fossano 1969
- Angoscia e solitudine nella poesia italiana contemporanea, Editrice Esperienze, Fossano 1971